# Фуа-Кандаль, Фредерик де
Фредерик де Фуа-Кандаль (фр. Frederic de Foix-Candale; ум. 1655), граф де Гюрсон и де Флекс — французский генерал.

## Биография
Сын Луи де Фуа (ум. 1580), графа де Гюрсона, и Шарлотты-Дианы де Фуа-Кандаль. Его отец с двумя своими братьями погиб в бою с королевскими войсками маршала Бирона при Монтрево.
Виконт де Мей, барон д'Эме, Левиньяк, Монкюк и Монпон. Государственный советник, капитан ста тяжеловооруженных всадников.
В 1587 году нес главный штандарт Генриха Наваррского в битве при Кутра и, несмотря на четырёхдневную перемежающуюся лихорадку, сражался отважно.
Великий сенешаль Гиени (1616), служил в этой провинции во время религиозных войн, участвовал в осадах Сен-Жан-д'Анжели, Клерака, Монтобана и Монёра (1621). Лагерный маршал (16.12.1621), назначенный в армию герцога д'Эльбёфа.
Отвоевал у гугенотов Эме и Монак (1622). В том же году служил при осадах Монравеля, Тоннена и Монпелье, после чего больше не участвовал в военных действиях.
Умер в 1655 году. Погребен во францисканском монастыре.

## Семья
Жена (1611): Шарлотта де Комон (ок. 1593—21.01.1671), дочь Франсуа-Номпара II де Комона, графа де Лозёна, и Катрин де Грамон
Дети:
- Жан-Батист-Гастон (ум. 13.08.1646), граф де Флекс. Убит при осаде Мардика. Жена: Мари-Клер де Бофремон, герцогиня де Рандан, дочь Анри де Бофремона, маркиза де Сенсе, и Мари-Катрин де Ларошфуко
- Анри (ум. 1658), виконт де Мей. Умер от ран после битвы на дюнах
- Луи (ум. 2.09.1657), называемый шевалье де Фуа. Убит в бою у Сийери в Шампани
- Сюзанна-Генриетта, капталисса де Бюш, дама де Монпон
- Франсуаза (ок. 1608—17.11.1686), аббатиса в Сен-Мари-де-Сант (1666)
- Генриетта, монахиня-кармелитка в Бордо
- Катрин, монахиня в Сен-Мари-де-Сант
- Марта, называемая Мадемуазель де Левиньяк. Замужем не была
- Барб-Катрин, монахиня в Сен-Мари-де-Сант
- Анн-Филиппа, демуазель де Монпон, ум. ребенком
- Мадлен, демуазель де Флекс. Замужем не была